# Фосфорити Івано-Франківської області
Фосфорити Івано-Франківської області
Фосфорити України, за винятком подільських кулястих, характеризуються невисоким вмістом фосфорної кислоти (14—15 % P2O5) і не можуть використовуватись як сировина для виробництва суперфосфату, але вони цілком придатні для виготовлення фосфоритного борошна, яке широко використовується під різні сільськогосподарські культури.
Фосфоритне борошно, одержане шляхом простого розмелювання природного фосфориту, значно дешевше суперфосфату, а тому заміна суперфосфату фосфоритним борошном у районах, де ефективність цих добрив однакова, має велике господарське значення (зменшується кислотність ґрунтів до РН — 6—6,8, збільшується вміст сполучень фосфору, зменшується вміст нітратів в сільськогосподарській продукції).
На Волино-Поділлі фосфоритопрояви найбільш розвинуті у відкладах сеноманського ярусу верхньої крейди і приурочуються до низів верхнього горизонту сеноману на контакті з підстилаючими пісками і значно менше — до верхньої частини відкладів глауконітового піску нижнього горизонту. Найчіткіше ці два горизонти сеноману простежуються по берегових схилах р. Дністер і його притоках від с. Устя-Зеленого на північному заході до м. Городенки на південному сході.
В результаті робіт встановлено два типи фосфоритних руд — жовново-зернистий і зернистий.
Жовново-зернистий тип — це іноцерамові, органногенноуламкові вапняки, з мілкими і крупними жовнами фосфоритів від 0,5 до 5—7 см в діаметрі. Вміст P2O5) досягає 2—7 % (по масі руди), рідко 10—12 %, при потужності корисної товщі 0,1—1,0 м.
З метою оцінки жовнових фосфоритів, як агроруди, на предмет їх використання як добрив для сільськогосподарських культур у вигляді вапнякового борошна шляхом простого помелу, відібрані крупноб'ємні проби із відслонень і відкритих гірничих виробіток. Проби були передані в НДІ землеробства і тваринництва Західних областей України (с. Оброшино). Було встановлено, що найбільший врожай цукрових буряків і картоплі був отриманий від внесення в ґрунт проб з вмістом рухомого фосфору 4 % і більше. Жовнисто-зернистий тип фосфоритових руд виділений на ділянці Тлумач — Городенка (правий берег р. Дністер).
Зважаючи на незначні запаси фосфоритів на окремих проявах розробку можна проводити вахтовим методом, задіявши для цього невелику групу виконавців. Такий спосіб організації робіт не потребує створення розгалуженої інфраструктури, будівництва житла. Комплектація технологічних схем переробки фосфоритів і отримання з них фосфоритного борошна можливо організувати на пересувних агрегатах, які після відробки запасів однієї ділянки можна переводити на іншу. Крім того в межах цієї ділянки Тлумач — Городенка існують працюючі кар'єри по видобутку вапняків туронського ярусу верхньої крейди, які розкривають верхньосеноманські відклади збагачені фосфором.
В Городенківському районі розташоване Незвиське родовище фосфоритів. Родовище розташоване на правому березі р. Дністер біля с. Незвисько Городенківського району. Фосфоритний шар залягає серед відкладів сеноманського ярусу 70—100 м над рівнем р. Дністер і складається з двох шарів — верхнього і нижнього.
Фосфорити верхнього і нижнього шарів різко відрізняються між собою. Фосфорити нижнього шару дрібні, розміром від декількох міліметрів до 3—5 см, крихкі, коричневого кольору, піскуваті. Вміст P2O5) в них не перевищує 20 % (в жовнах). Вихід з однієї тонни породи змінюється від 68—72 до 154—175 кг.
Фосфорити з верхнього шару більші за розміром (до 10—15 см у діаметрі) темно-коричневого кольору у вигляді фосфатизованих губок. Вміст P2O5) в них досягає 25 % (у жовнах). Вихід їх з 1 т породи становить 252—471 кг. Заслуговує на увагу вміст P2O5), CaO, SiO2 в руді Незвиського родовища. Середній вміст їх в незбагаченій руді верхнього шару становить 8,5 %; 31,6 %; 21,8 % ; нижнього 5,7 %; 13,7; 55,6 % відповідно.
За ступенем розвіданості запаси кваліфіковані за категоріями В, С1, і С2. Розвідані запаси вапняково-фосфоритної руди, як добрива для підзолистих і опідзолених ґрунтів, становлять по категорії В — 778 тис. т, С1 — 4215 тис. т, С2 — 5462 тис. т, всього по В+С1+С2=10462 тис. т на площі 780 га. (ТКЗ, протокол № 994 від 24.04 1954 р.), при середній потужності вапняків 0,45 м, пісків і пісковиків — 0,67 м. Потужність перекриваючих відкладів — 50 — 60 м.
Досліди показують, що Незвиські фосфорити вигідно розробляти і використовувати у вигляді вапняково-фосфоритного борошна шляхом розмелювання без збагачення. У 1994 р. інститутом « Гірхімпром» на замовлення Міністерства промисловості виконане техніко-економічне обґрунтування розробки Незвиського родовища в сучасних умовах. з використанням вапняково-фосфоритного борошна. ТЕО позитивне. Однак, для початку розробки потрібний інвестор.
В результаті робіт Львівської експедиції 1980—1990 р. р. було встановлено, що Незвиське родовище знаходиться на західному фланзі так званого Семенівського блоку, який простягається вздовж правого борту р. Дністер від с. Незвисько, Семенівка до м. Городенка. На площі цього блоку можна розраховувати на виявлення родовищ типу Незвиського в сприятливих гірничо-геологічних умовах.